# Saxaborga
Saxaborga är en sjö i Strömsunds kommun i Jämtland och ingår i Ångermanälvens huvudavrinningsområde. Sjön har en area på 4,25 kvadratkilometer och ligger 664 meter över havet. Saxaborga ligger i Frostvikenfjällen Natura 2000-område. Sjön avvattnas av vattendraget Daimaån.

## Delavrinningsområde
Saxaborga ingår i det delavrinningsområde (719030-145181) som SMHI kallar för Utloppet av Saxaborga. Medelhöjden är 795 meter över havet och ytan är 27,93 kvadratkilometer. Räknas de 3 avrinningsområdena uppströms in blir den ackumulerade arean 37,06 kvadratkilometer. Daimaån som avvattnar avrinningsområdet har biflödesordning 3, vilket innebär att vattnet flödar genom totalt 3 vattendrag innan det når havet efter 305 kilometer. Avrinningsområdet består mestadels av skog (41 procent) och kalfjäll (43 procent). Avrinningsområdet har 4,32 kvadratkilometer vattenytor vilket ger det en sjöprocent på 15,4 procent.